# Dominique Attias
Dominique Attias, née le 15 juin 1948, est une avocate féministe française, spécialiste du droit des personnes, du droit des mineurs et des violences contre les femmes.
Militante des droits des femmes et des enfants, elle est une figure emblématique de la sauvegarde du droit des mineurs tant en France qu'à l'international. Membre du conseil de l'ordre, elle est vice-bâtonnière du barreau de Paris entre 2016 et 2017.

## Biographie

### Jeunesse et études
Dominique Attias est née le 15 juin 1948. Elle obtient en 1974 une maîtrise de Droit à l’université Paris II et prête serment le 4 février 1981.

### Carrière professionnelle
Dominique Attias commence sa carrière en tant qu'avocate d'affaire. Elle cofonde en 1989 avec Xavier Jauze le cabinet Attias & Jauze, centré sur le droit immobilier, le droit des personnes, surtout mineures, le droit douanier, le droit pénal financier et le droit des affaires,.
En 1999, elle passe un diplôme d’études supérieures universitaires (DESU) sur les pratiques avec les familles migrantes à l'université Paris VIII,. Cette formation et les consultations d’ethnopsychiatrie qui y sont liées, lui font découvrir la justice des mineurs et transforment sa pratique. Elle complète son cursus en 2004 par un diplôme d’études approfondies (DEA) de psychologie clinique et psychopathologies, avec un mémoire sur « l’avocat des mineurs au fil de l’ethnopsychiatrie », dirigé par Tobie Nathan.
Elle entre au Conseil national des barreaux en 2009 et y crée un groupe de réflexion qui va réformer la justice des mineurs en France. En janvier 2015 elle est auditionnée  à la Chancellerie dans le cadre de la réforme de la justice des mineurs.
Le 25 juin 2015, elle est élue vice-bâtonnière de Paris au côté de Frédéric Sicard et prend ses fonctions le 1er janvier 2016. Première femme à occuper cette fonction, elle s'attache à la féminisation du titre,. Elle est durant sa carrière très engagée sur les questions de violences sexuelles envers les femmes et les enfants,, et d'inceste.
Le 4 août 2016, elle signe avec Robert Badinter, ancien garde des Sceaux, ancien président du Conseil constitutionnel et Frédéric Sicard, bâtonnier du barreau de Paris, une tribune dans Libération appelant « les autorités françaises et européennes à condamner les atteintes contre les libertés et l’État de droit en Turquie ».
Dominique Attias est depuis mai 2018 première vice-présidente de la Fédérations des barreaux d'Europe (FBE).
En 2020 elle défend l'une des jeunes filles accusée dans l'affaire du meurtre d'un jeune homme juif par le gang des barbares,. Après l'affaire de la mort de Nahel Merzouk, elle s'oppose aux propositions de François-Noël Buffet et Éric Dupond Moretti de stopper les aides financières aux parents des mineurs inculpés,. En 2021 elle signe une tribune qui s'oppose aux violences éducatives.
Elle est secrétaire générale de l’Association Louis Chatin « pour la défense des droits de l’enfant ».

## Distinctions
- Chevalier de la Légion d'honneur (2011)[24]
- Membre d'honneur du barreau de Madrid (2017)[25]
- Officier du barreau de Port-au-Prince (2017)
- Officier de la Légion d'honneur (2024)[26]

## Publications
- Attias, Dominique., Khaïat, Lucette. et Impr. GN Impressions sarl), Le placement des enfants, Editions ERES, dl 2014, cop. 2014 (ISBN 978-2-7492-4293-4 et 2-7492-4293-2, OCLC 899209195, lire en ligne)
- Attias, Dominique., Khaïat, Lucette., Lamanda, Vincent, (1946- ...). et Association Louis Chatin pour la défense des droits de l'enfant., Le parcours judiciaire de l'enfant victime : [colloque organisé par l'Association Louis Chatin pour la défense des droits de l'enfant], Erès, dl 2015, cop. 2015 (ISBN 978-2-7492-4890-5 et 2-7492-4890-6, OCLC 927437734, lire en ligne)
- Attias, Dominique., Khaïat, Lucette., Lamanda, Vincent, (1946- ...). et Association Louis Chatin pour la défense des droits de l'enfant., Le parcours judiciaire de l'enfant victime : [colloque organisé par l'Association Louis Chatin pour la défense des droits de l'enfant], Erès, dl 2015, cop. 2015 (ISBN 978-2-7492-4890-5 et 2-7492-4890-6, OCLC 927437734, lire en ligne)